# Les Éclats (roman)
Les Éclats (titre original : The Shards) est le septième roman de Bret Easton Ellis, paru le 17 janvier 2023 aux États-Unis puis traduit en français et publié le 16 mars 2023. Ce livre est une autofiction se déroulant lors de la dernière année de lycée de l'auteur en 1981. L'œuvre est initialement diffusée sous forme de roman audio en vingt-sept parties durant les années 2020 et 2021 sur le podcast de l'auteur.

## Résumé
Lors de leur dernière année de lycée en 1981, Bret Ellis et ses amis sont les enfants de riches réalisateurs, producteurs et autres acteurs majeurs de la scène hollywoodienne, vivant dans les hauteurs et les canyons de Hollywood Hills, à Los Angeles. Ils fréquentent le lycée privé d'élite Buckey (en), ont facilement accès à toutes les drogues, vont à des fêtes somptueuses et conduisent des voitures de luxe.
Lorsqu'un nouvel étudiant, Robert Mallory, arrive pour la première fois à Buckley, Bret est sûr de l'avoir vu dans une salle de cinéma des mois auparavant. Cependant, Robert nie y avoir été. Bret apprend qu'il a déjà passé du temps dans un établissement psychiatrique et il commence à se méfier de lui puis plus tard à croire que Robert est responsable des meurtres du « Trawler », un tueur en série qui cible principalement les adolescentes de la région de Los Angeles. Les victimes du Trawler découvrent d'abord que leurs meubles ont été mystérieusement réarrangés dans leurs maisons, puis leurs animaux domestiques disparaissent et elles reçoivent des appels téléphoniques sans que personne parle, avant d'être enlevées, mutilées et tuées, et leurs cadavres sont retrouvés plus tard assemblés avec des morceaux de leurs animaux domestiques. Un journaliste du Los Angeles Times écrit dans un article que le Trawler pourrait être lié à une secte satanique appelée Riders of the Afterlife.
Les amis de Bret, dont font partie Thom Wright et sa petite amie Susan Reynolds, les roi et reine du bal de la promotion, accueillent Robert dans leur cercle et lui font confiance, malgré l'insistance de Bret qui pense que Robert est un menteur psychotique. Ces accusations tombent dans l'oreille d'un sourd et Debbie Schaffer, la petite amie de Bret, pense qu'il imagine des choses. Bret est gay, mais passe pour hétéro. Il est attiré dans une suite d'hôtel par Terry, le père de Debbie, un puissant producteur de cinéma qui prétend vouloir que Bret écrive un scénario pour un film pour adolescents. Au lieu de cela, il profite sexuellement de Bret. Bret a des relations sexuelles occasionnelles avec deux de ses camarades de classe, Matt Kellner et Ryan Vaughn, ce qui l'éloigne un peu de Debbie. Les animaux de compagnie de Matt disparaissent et il retrouve plus tard les meubles de sa maison réarrangés. Matt disparaît ensuite et son cadavre est découvert plus tard mutilé et assemblé avec les cadavres de ses animaux de compagnie. La police conclut qu'il s'agit d'une mort accidentelle due à une forte consommation de drogue.
Robert prétend être suivi par un « monstre » qui le traque à distance. Bret découvre que Susan trompe Thom avec Robert, et leur liaison secrète finit par exploser. Debbie commence à recevoir des appels téléphoniques silencieux et son cheval est retrouvé tué et mutilé. Elle est plus tard attaquée dans sa piscine par un agresseur invisible auquel elle échappe.
Après une attaque contre Susan et son ancien petit ami Thom par un homme masqué, qui s'enfuit après que Susan lui ait mordu le bras, Bret se rend dans l'appartement de Robert, ferme la porte de l'appartement, débranche les téléphones et attrape un couteau de cuisine pour affronter Robert. Les deux hommes finissent par se battre au couteau. Robert tombe du vingt-septième étage de l'immeuble. La police conclut qu'il s'agit d'un suicide d'après le récit des événements de Bret.
La police découvre les restes d'une des victimes du Trawler dans une maison de Benedict Canyon appartenant à l'oncle de Robert, où Robert séjournait fréquemment. Bret devient célèbre à l'école en raison du fait qu'il a apparemment combattu le tueur en série. Cependant, le Trawler revendique une autre victime, et une note envoyée à la police par le tueur révèle qu'il ne s'agissait pas du tout de Robert, mais qu'il avait plutôt commis les meurtres en sacrifice à Robert, qu'il a appelé « Le Dieu ». Bien qu'il aie admis tous les meurtres, il nie toute implication dans l'attaque de Thom et Susan et déclare que maintenant que son « Dieu » est mort, il n'y aura plus de meurtre. On n'entend plus parler du Trawler, mais la réputation et la popularité de Bret s'effondrent lorsque son histoire se révèle fausse. Après avoir remarqué une marque de morsure sur le bras de Bret à l'endroit exact où elle a mordu son agresseur, Susan en vient à croire que c'est Bret qui s'est attaqué à elle-même et à Thom.
Vingt ans plus tard, Thom assiste à une séance de dédicaces de Bret, désormais un auteur célèbre, et lui demande si c'est lui qui l'a attaqué ainsi que Susan cette nuit-là. Bret nie cette affirmation et suppose que c'est le Trawler qui a tenté de tuer Susan et Thom sans succès. La fin du roman est ambiguë, laissant ouverte la question de l'identité du Trawler, de l'agresseur de Susan et de Thom, de la nature exacte de la mort de Robert et même du récit complet de cette dernière année de lycée par Bret.